# Sisaket Provincial Stadium
Das Sisaket Provincial Stadium (Thai: สนามกีฬากลางจังหวัดศรีสะเกษ) ist ein Fußballstadion mit Leichtathletikanlage in der thailändischen Stadt Sisaket. Es ist die Heimspielstätte des Fußballvereins Rasisalai United FC, der momentan in der Thai League 3, der dritthöchsten Liga des Landes, spielt. Das Stadion hat ein Fassungsvermögen von 15.000 Personen.